# Solti – The Operas: Wagner
Solti – The Operas Wagner – wielopłytowy album wydany w październiku 2012 (roku setnych urodzin Georga Soltiego i poprzedzającym jubileusz dwustulecia urodzin Richarda Wagnera) przez firmę fonograficzną DECCA. CD box muzyki klasycznej.
Zawiera jedenaście najważniejszych, czyli ostatnich oper autorstwa Richarda Wagnera (wliczając tetralogię jako cztery osobne tytuły) na 36 płytach. W tym pierwszą pełną nagraną realizację Pierścienia Nibelunga uważanego powszechnie za najlepszą realizację nagraniową w historii i to nie tylko opery, ale muzyki poważnej w ogóle, co potwierdza pierwsze miejsce w rankingu opublikowanym przez dziennikarzy BBC Music.

## Zawartość
- CD 1-2 Der fliegende Holländer (Holender tułacz)
- CD 3-6 Lohengrin
- CD 7-10 Die Meistersinger von Nürnberg (Śpiewacy norymberscy)
- CD 11-14 Parsifal
- CD 15-28 Tetralogia  Der Ring des Nibelungen (Pierścień Nibelunga)

cykl obejmuje następujące utwory:
- 15-16 Das Rheingold (Złoto Renu)
- 17-20 Die Walküre (Walkiria)
- 21-24 Siegfried Zygfryd
- 25-28 Götterdämmerung Zmierzch bogów

- CD 29-31 Tannhäuser
- CD 32-35  Tristan und Isolde Tristan i Izolda
- CD 36 (bonus) Tristan und Isolde – Rehearsal